# 與妹妹的記憶
《与妹妹的记忆》是Hamham Soft（はむはむソフト）在2018年2月23日發售的戀愛冒險類型成人遊戲，當中由紫刀負責原畫，Hatsu和下地和彦共同擔當編劇。
《与妹妹的记忆》擁有多條劇情路線，每條路線皆有一系列預先設定的場景和人物互動。其主要聚焦於玩家角色楠木亮跟三名女主角的互動，並刻畫了角色之間的性行為。亮在故事開始的數年前因對妹妹起了性慾，而在捉迷藏時對著妹妹自慰射精。他因對此產生罪惡感，而決定離開家鄉。
這部作品在開售後隨即登上日本美少女遊戲暨動漫相關商品銷售網站Getchu屋的當月最暢銷遊戲排行榜第15位，並被票選為當月第6佳的美少女遊戲。

## 遊戲系統
《與妹妹的記憶》採取戀愛冒險的遊玩方式。玩家所扮演的是本作的男主角楠木亮。基本上玩家遊玩時需要閱覽熒幕上所顯示的文本和遊戲所發出的聲音，以了解故事情節和人物之間的對話。它們會與人物拼合圖和背景一同出現，用以表示亮對話的對象。玩家亦會在故事中遇見代替背景和人物拼合圖的電腦圖形。《與妹妹的記憶》擁有多條劇情分支路線，每條路線的結局皆有所不同。玩家的選擇會影響之後的劇情路線，從而影響結局。
本作角色之間的關係亦帶有一定性意味。有關場景包括口交、乳交、性交。玩家在某些預設的段落中須選擇行為選項。對話框的下一段文本在做出選擇前並不能夠顯示。玩家必須反覆載入選項頁面並選擇不同的選項，才能夠觀覽存於不同路線的劇情。《與妹妹的記憶》擁有多個結局。

## 故事
本作的男主角楠木亮在本編故事開始前因對妹妹楠木秋櫻香起了性慾，而在跟表妹桐野曉和秋櫻香一起捉迷藏時，於倉庫對着妹妹自慰射精。他因對此產生罪惡感，而決定離開家鄉。到了故事開始時，那間倉庫終決定要拆卸。於是亮便決定回到故鄉，幫手清掉原本放在倉庫內的東西。他在回到故鄉後，很快便跟秋櫻香和曉重新見面，同時亦認識了曉在校內的後輩兼田徑部經理人黑谷麻實。秋櫻香雖在開首不記得哥哥对着自己自慰射精一事，但亮卻因這段記憶而不時感受到罪惡感。此時，麻實卻提議大家一起捉迷藏，之後的劇情會隨著玩家選項而出現變化。
- 在秋櫻香線中，秋櫻香在跟哥哥亮一起為了捉迷藏而躲進倉庫，秋櫻香繼回憶起哥哥對着自己自慰射精一事，不過她卻對哥哥因此疏遠自己的態度感到不滿，在經過一輪對話和坦白後，兩人互相告白，並在晚上進行初次性交。他們兩人之後把這段關係給維持下去。即使亮之後因害怕秋櫻香懷孕，而被他人發現他們倆的關係，但卻因秋櫻香的態度而變得不介意他人的目光。亮在離開故鄉時，決定带着秋櫻香一起離開。數年之後，秋櫻香在都市產下了自己跟亮的孩子，並決定回鄉公佈這個消息[1]。
- 秋櫻香和曉線承接秋櫻香線，亮在鄉村跟妹妹不斷發生性行為期間，向之提議邀請曉一起發生三人性行為，秋櫻香繼答應之。於是他們在第二天把曉叫過來倉庫，誘使她向亮表白，並向之坦白這段關係。秋櫻香繼向曉提出跟他們兩個一起發生性關係的邀請，見之不從後便合力強姦了她，並從中灌輸他們倆的性觀念，令曉接受這段關係。秋櫻香後來因此懷孕，於是他們便決定逃到遠離鄉下的村落，繼續過活[1]。
- 在曉線中，亮為了能夠玷污曉，而謊稱對之有好感，繼誘使她跟自己發生性行為。之後繼續調教她，誘使她能夠作出更為少見的性行為。他之後在都市向曉坦白自己真正喜歡的是秋櫻香，而曉只是代替秋櫻香，幫自己滿足性慾。曉繼回鄉。他在一年後回到鄉下，向曉表白[1]。
- 在曉和麻實線中，亮因對曉有好感，而與之告白，兩人隨後發生性關係。原本喜歡曉的麻實之後得悉這段關係，而要求加入當中，讓自己對曉的慾望也能滿足。他們三人在把這段關係保持一段時間後，麻實便坦白自己不久便會搬家。曉即使對此不捨，也只能接受。麻實在搬家後發現自己的新家跟亮相當接近。於是便在曉要來到附近參加田徑比賽時一起迎接[1]。

## 角色
楠木亮
楠木秋櫻香的哥哥。因對著小時候的妹妹自慰射精而產生罪惡感，並為此搬離鄉村。
楠木秋櫻香　聲優：水神楓
亮的妹妹，從小開始與之形影不離的兄控。在性方面不介意他人的看法。身上經常帶有小貓玩偶，它是哥哥在以前送的。
桐野曉　聲優：木野原さやか
亮的表妹，秋櫻香的青梅竹馬，從小開始與他們經常一起遊玩。性格開朗，在戀愛上較為害羞。田徑部所屬。
黑谷麻實　聲優：mahllo
從市區搬到鄉村的學生，田徑部的經理人。對曉抱有好感。

## 開發
《與妹妹的記憶》是開發團隊Hamham Soft在開發《Low spec！？ ～俺和年幼妹（女朋友）的性教育！～》和《Low-rise!!!》後的作品，亦是它的10週年紀念作。曾於上述兩部作品負責原畫的紫刀，再次於《與妹妹的記憶》負責上述項目。編劇由Hatsu和下地和彥共同擔當。下地和彥亦負責為《與妹妹的記憶》編排配樂。片頭曲《秋櫻》則由主唱。

## 宣傳發行
2017年11月17日，Hamham Soft開設了本作的官方網站，並在網站上公開角色名單、故事概要、預覽圖。一星期後開放給大眾預約，並為此舉辦紀念活動，來場者將獲贈一張書簽。12月20日，它在YouTube上發表本作的主題曲《秋櫻》。同月，Hamham Soft於C93上參展，在場出售以本作角色為主題的掛毯。次年1月25日，它發佈了本作的免費試玩版，予供公眾下載試玩，同日開始跟咖哩店商業搭配，舉辦為期一星期的活動，讓購買特別餐點的人能夠獲得以本作角色為主題的徽章。1月26日，它在秋葉原舉辦《與妹妹的記憶》的資訊卡公開活動。
2月5日，Hamham Soft宣佈本作已下線，並開展Twitter轉推抽獎活動，中獎者可獲贈附有本作聲優簽名的色紙。紫刀同日為此發表紀念插畫。《與妹妹的記憶》在2月23日開售，同時相容Windows 7/8/10，包裝版及下載版於當天一併推出。包裝版的預約者可於當天獲贈明信片和可下載內容的代碼，玩家可憑着後者下載《與妹妹的記憶》的草圖和原畫。

## 評價
《與妹妹的記憶》在開售後隨即登上日本美少女遊戲暨動漫相關商品銷售網站Getchu屋的2018年2月最暢銷遊戲排行榜第15位，並在該網站上被票選為2018年2月度第6佳的美少女遊戲。

## 外部連結
- 官方網站 （页面存档备份，存于）（日語）